# André Rieu
Pour les articles homonymes, voir Rieu.
André Rieu est un violoniste, chef d'orchestre et homme d'affaires néerlandais, né le 1er octobre 1949 à Maastricht (Pays-Bas)

## Biographie

### Jeunesse et formation
André Rieu est issu d'une famille d'origine huguenote, ce qui explique son nom à consonance française, chose fréquente aux Pays-Bas. Encouragé par son père, chef d'orchestre, il s'initie au violon à l'âge de 5 ans. Il grandit en écoutant de la musique classique (symphonies, musique de chambre, opéra). Il étudie au Conservatoire royal de Liège, puis de Maastricht jusqu'en 1973. Il poursuit ses études au Conservatoire royal de Bruxelles, où il est l'élève d'André Gertler. Il obtient un premier prix en 1977. En plus de sa langue maternelle, André Rieu parle couramment français, allemand et anglais.

### Carrière musicale

#### Débuts
En 1978, André Rieu crée son premier ensemble, le Maastricht Salon Orchestra, composé de cinq à sept musiciens. Durant quatre ans, il est violoniste au Limburgs Symfonie Orkest (LSO), dirigé par son père,.

#### Johann Strauss Orchestra
En 1987, André Rieu fonde le Johann Strauss Orkest avec une quinzaine de musiciens. L'année suivante, l'orchestre sillonne l'Allemagne et le Benelux. André Rieu connaît le succès dans les années 1990, notamment avec l'album Strauss & Co.
En 2008, il décide de construire une réplique du château de Schönbrunn grandeur nature, qui lui sert de décor scénique pour une tournée mondiale. Les engagements financiers d'un tel projet pharaonique sont si importants et risqués que celui-ci se termine par une catastrophe financière.
En 2012, son album Magic of the Movies, dans lequel il reprend des musiques de film, se classe dans les meilleures ventes d'albums au Royaume-Uni.

### Chef d'entreprise

Vue de la place Vrijthof à Maastricht pendant un concert dans sa ville natale (2018).

Au début des années 2000, André Rieu détient treize sociétés gérant notamment la production et la gestion des droits de ses œuvres. Elles comptent cent trente salariés. Le siège de la holding Rieu Productions est situé dans sa ville natale de Maastricht aux Pays-Bas. Le violoniste possède son propre studio d'enregistrement, dans lequel il a investi six millions d'euros, ainsi que deux jets privés, dont un Fokker utilisé par ses musiciens durant les tournées. Son orchestre ne bénéficie d'aucune subvention.

## Ventes de disques et tournées
En 2003, les ventes cumulées de ses disques dépassent les quinze millions d'exemplaires; elles représentent 10% du marché français de la musique classique et 15% du chiffre d'affaires de son label discographique. En 2012, la presse rapporte que le musicien a vendu trente-deux millions de disques.
Durant les années 2000, le musicien donne plus de cent concerts par an. Il se produit en Europe, ainsi qu'aux États-Unis et au Japon. Ses tournées font étape dans les plus grandes salles et dans les stades. En 2009, les spectacles d'André Rieu rapportent 96 millions de dollars, ce qui lui permet d'occuper la sixième place du classement mondial des tournées les plus profitables, établi par le magazine musical Billboard.
Au Stade de France, André Rieu avait prévu de jouer deux soirs de suite, mais il n'effectua qu'une représentation le 29 août 2008, avec seulement vingt-huit mille places vendues sur les trente-cinq mille disponibles. En 2018, en Argentine, il a rempli 6 stades Luna Park.

## Répertoire et avis critiques
André Rieu est peu estimé des critiques musicaux, notamment en raison du sentimentalisme de sa musique,. Celle-ci est qualifiée de « classique populaire », ou « crossover » dans les pays anglophones,, certains le considérant « comme un simple vulgarisateur de la musique classique, aux arrangements simplistes », « célèbre pour sa popularisation kitsch de la valse ».
Il interprète des airs connus du répertoire classique, dont le Boléro de Maurice Ravel et l’Ode à la joie de Ludwig van Beethoven, réarrangés et raccourcis. André Rieu estime qu’« il n’y a pas de barrières dans la musique ». Il joue également des versions « symphoniques » de succès populaires, comme le thème musical du film Titanic, ou Alte Kamerade Marsch, célèbre marche militaire allemande, ainsi que des titres composés avec son frère Jean-Philippe Rieu.

## Discographie
La liste ci-dessous est établie sur la base d'informations obtenues sur un site spécialisé.
- Maastricht Salon Orkest – Serenata (1984)
- Hieringe biete 1 (1989)
- D'n blauwen aovond (1992)
- Merry Christmas (1992)
- Strauss & Co (1994)
- The Vienna I Love (1995)
- In Concert (1996)
- Strauss Gala (1997)
- The Christmas I Love (Octobre 1997)
- Romantic Moments (1998)
- 100 Years of Strauss (1999)
- Fiesta! (October 1999)
- La vie est belle (2000) – Berlin
- Musik zum Träumen (Dreaming) (2001)
- Live at the Royal Albert Hall (April 2002)
- Love Around the World (Novembre 2002)
- Gala Concert (Décembre 2002) – Hamburg
- Romantic Paradise (Septembre 2003) – Cortona, Italy
- Live in Dublin (Octobre 2003)
- André Rieu at the Movies (March 2004)
- The Flying Dutchman (July 2004)
- Live in Tuscany (Septembre 2004)
- Songs from My Heart (2005)
- Roses from the South (Juin 2005) – Mainau, Germany
- New Year's Eve in Vienna (Octobre 2005)
- Auf Schönbrunn (Juillet 2006) – Vienna)
- Christmas Around the World (Octobre 2006)
- New York Memories (Novembre 2006) – Radio City NY
- The 100 Most Beautiful Melodies (May 2007) – Australian Albums: No.2
- Masterpieces (Septembre 2007) – Australian Albums: No.9
- In Wonderland (Novembre 2007) – Efteling, Nederland
- Waltzing Matilda feat. Mirusia Louwerse (Avril 2008) – Australian Albums: No.1
- Live in Vienna (Septembre 2008)
- Ich tanze mit dir in den Himmel hinein (Octobre 2008) – Wedding, Semper Opera, Dresden
- Live in Maastricht II (November 2008)
- Live in Australia (December 2008) – Australian Albums: No.14
- You'll Never Walk Alone (May 2009) – Australian Albums: No.2
- Live in Maastricht III (8 September 2009)
- I Lost My Heart in Heidelberg (29 September 2009) – with the Berlin Comedian Harmonists
- The Very Best of André Rieu (October 2009) – Australian Albums: No.23
- Forever Vienna (December 2009) – UK: #2, IRE: No.4
- You Raise Me Up – Songs for Mum (May 2010) – Australian Albums: No.8
- My African Dream (August 2010) – South Africa
- Live in Maastricht IV (September 2010)
- André Rieu Presents Mirusia, Always & Forever (September 2010) - Australian Albums: No. 1
- Moonlight Serenade (November 2010) – Australian Albums: No.17
- And the Waltz Goes On (2011)
- Live in Brazil (2012)
- Home for Christmas (11 December 2012)
- Rieu Royale (30 April 2013)
- Live in Maastricht VI (October 2013) – 25th anniversary
- Nuits magiques (November 2013)
- Music of the Night (2013)
- Love Letters (February 2014)
- Les mélodies du bonheur (May 2014)
- Un amour à Venise (November 2014)
- Magic of the Violin (May 2015) – with His Johann Strauss Orchestra
- Roman Holiday (November 2015) – with His Johann Strauss Orchestra
- Magic of the Waltz (May 2016) – with His Johann Strauss Orchestra
- Viva Olympia (August 2016) – with His Johann Strauss Orchestra
- Falling in Love (Novembre 2016) – with His Johann Strauss Orchestra
- Amore (Décembre 2017) - with His Johann Strauss Orchestra
- Romantic Moments II (Décembre 2018) – with His Johann Strauss Orchestra
- Happy Days (Novembre 2019) – with His Johann Strauss Orchestra
- Jolly Hollyday (Novembre 2020) – with His Johann Strauss Orchestra
- L'Hiver en fête (Décembre 2020) – et l'orchestre Johann Strauss
- Happy Together (Novembre 2021) – with His Johann Strauss Orchestra
- Silver Bells (Novembre 2022) – with His Johann Strauss Orchestra
- Jewels of Romance (Novembre 2023) - – with His Johann Strauss Orchestra
- The Sound of Heaven (Décembre 2024) – with His Johann Strauss Orchestra

## Décorations
- Chevalier de l'ordre du Lion néerlandais (2002)[11] ;
- Chevalier de l'ordre des Arts et des Lettres (2009)[1] ;
- Grande décoration en or de l'ordre du Mérite (2011)[12].

## Ouvrage
- (en) Marjorie Rieu, André Rieu : My Music, My Life, Naarden, 2000, 203 p. (ISBN 978-90-5860-063-9)